# Corrie Winkel
Corrie Winkel (n. 26 februarie 1944, Groningen, Țările de Jos) este o înotătoare ce a reprezentat Regatul Țărilor de Jos, medaliată olimpică. A participat la o ediție a Jocurilor Olimpice (1964) în care a câștigat o medalie de argint.

## Participări
Lista de mai jos prezintă principalele competiții la care a participat Corrie Winkel de-a lungul carierei.
- swimming at the 1964 Summer Olympics – women's 4 × 100 metre medley relay[*]